# 兴凯银鮈
兴凯銀鮈（学名：Squalidus chankaensis chankaensis）为輻鰭魚綱鯉形目鲤科銀鮈屬的鱼类。分布于俄羅斯聯邦、蒙古及中國黑龙江水系等。该物种的模式产地在兴凯湖。體長可達10.3公分。

## 扩展阅读
維基物種上的相關：兴凯銀鮈